# Канал Менуа
Канал Менуа, также неверно называемый каналом Семирамиды (Шамирам), — древнее гидротехническое сооружение, построенное в конце IX — начале VIII веков до н. э. по приказу царя Менуа для снабжения водой столицы Урарту города Тушпы. Используется до настоящего времени, что делает его одним из старейших действующих гидротехнических сооружений мира.

## Гидротехника в Урарту
Забота о воде, орошении была постоянным делом урартов, в том числе на государственном уровне. Воду приходилось подводить к крепостям, расположенным на скалистых отрогах, через овраги по акведукам, по глиняным или каменным трубам, подобным обнаруженным в крепости Эребуни на холме Арин-Берд. Воду нужно было подводить и к большим поселениям и на поля, расположенные в местах с непригодной для питья водой.
Сохранилось значительное количество урартских клинописных надписей, рассказывающих о проведении каналов; одни надписи вырезаны на камнях ирригационных сооружений, другие — на скалах над каналами. Упоминание о проведении каналов часто встречается в строительных надписях урартских царей. Остатки ирригационных сооружений, дошедшие до нас от Ванского царства, грандиозны и многочисленны. Кроме целой сети каналов, имеются также искусственные озёра, служившие резервуарами для воды. Остатки древних урартских каналов сохранились как в центре Урарту, так и на его окраинах, причём некоторые и в наши дни орошают поля. Их русла или прорыты в грунте, или прорублены в скалах, а иногда каналы проходят по искусственным тоннелям.

## История и характеристики

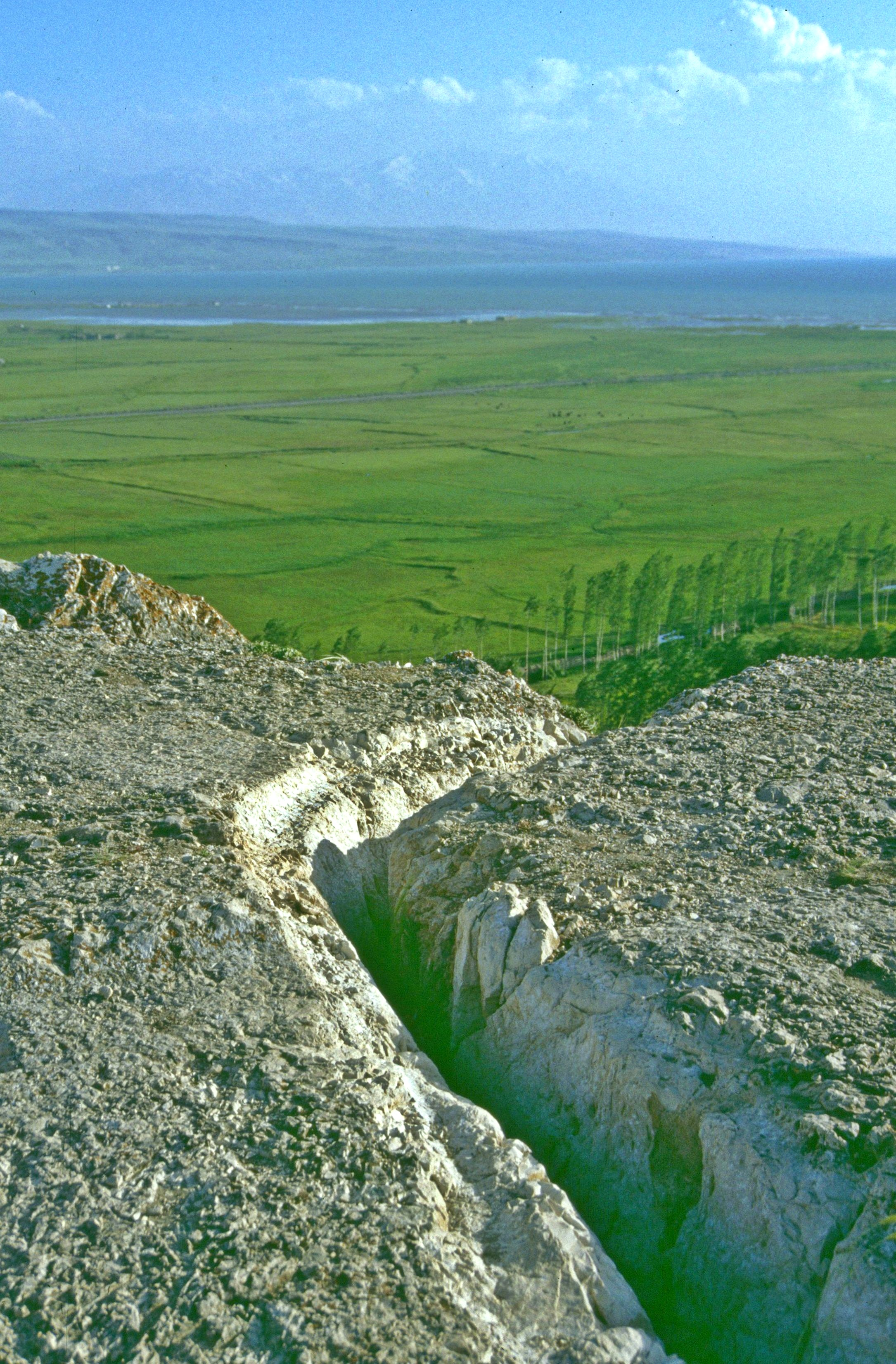
Участок канала Менуа

Канал Менуа пользуется особой известностью среди всех ирригационных сооружений Урарту. Путешественников обычно поражали чистота и прозрачность воды в канале и быстрота её течения. Озеро Ван, на берегу которого стояла Тушпа, — солёное, и для орошения его вода непригодна. Вода в канал поступала из многочисленных родников в скалах к югу от реки Хошаб, у селения Верхний Мешинкерт. Эти родники бьют из трещин, встречающихся на протяжении 30—40 м. Расход воды по подсчётам В. Белька составляет около 1,5 м³/с, по более поздним данным — в среднем 2—3 м³/с и никогда не падает ниже 1,5 м³/с. Вода, собранная в искусственное древнее русло, быстрым и шумным потоком, подобно водопаду, устремляется вниз, к Хошабу. Есть сведения, что на скале над источниками была клинообразная надпись, но она не сохранилась. Русло канала имеет 4,5 м ширины при 1,5 м глубины, а скорость течения в нём достигает 3 м/с. Канал проходит по мосту из брёвен через Хошаб, а затем резко поворачивает на запад.
Примерно в 100 м от моста, на скале, на высоте 15 м обнаружена первая, плохо сохранившаяся, строительная надпись Менуа. Известны 14 надписей, связанных с этим каналом. Они находятся в разных местах (обычно там, где прокладка канала была особенно трудной) и содержат от трёх до четырнадцати строк клинописного текста. В надписях постоянно встречается фраза: «Менуа, сын Ишпуини, этот канал провёл, „канал Менуа“ — имя его». Иногда за этой фразой следует угроза разрушителям надписи или канала или тем, кто припишет себе его постройку.
Большие трудности представляло проведение канала через ущелья. Там канал устроен весьма своеобразным способом: по краю ущелья возводились громадные подпорные стенки циклопической кладки, достигавшие иногда 20 м высоты, в верхних частях которых проходило русло канала. Но не всегда канал шёл по верху этой стены, иногда его русло, высеченное в скале, отходило вбок, примерно на расстояние 20 м. В этих случаях циклопическая стена служила для предотвращения обвала склона под действием быстро текущей воды. От канала на всем протяжении были устроены отводы — небольшие каналы.
Грандиозное сооружение, каким был канал Менуа, несомненно, охранялось в древности. Следы урартских укреплений такого назначения, по-видимому, сохранились на полуострове у селения Хоркем. Эта небольшая крепость господствовала над всей низменностью юго-восточного берега озера Ван, над устьем Хошаба и каналом.
Единственная реконструкция канала Менуа в современный период была произведена в 1950 году, когда среднюю часть канала заменили железобетонными конструкциями.

## Канал Менуа и Семирамида
Легендарной Семирамиде, прообразом которой послужила царица Ассирии Шаммурамат (вавилонянка по происхождению, правила около 811—805 годов до н. э.), предания переднеазиатских народов приписывали многие великие свершения, вплоть до основания Вавилона и строительства египетских пирамид. Среди них и легенда о появлении канала, сохранившаяся, например, в несколько изменённом виде в труде Мовсеса Хоренаци, написанном через много столетий после падения Урарту.
Здесь-то и останавливает свой взор Шамирам… Она повелела прежде всего построить речную плотину неимоверной ширины и высоты, соорудив её из обломков скал и огромных камней и скрепляя их известью и песком. Как говорят, она нерушимо сохраняется до нынешнего дня. В проёмах этой речной плотины ныне, как мы слышали, находит себе убежище население страны, скрываясь от разбоя и угона, как если бы приютилось на скалистых вершинах гор. Тщетно пытался бы кто-либо, как бы он ни старался, оторвать из кладки плотины камень, пригодный хотя бы для пращи. Искусная же заливка, скрепляющая камни, на вид похожа, пожалуй, на растопленное сало. Так, она протянула эту плотину на расстояние многих стадий, до места, предназначенного для города.